# هارولد بارکر
هارولد بارکر (انگلیسی: Harold Barker; ۱۲ آوریل ۱۸۸۶ – ۲۹ اوت ۱۹۳۷) قایقران روئینگ اهل بریتانیا بود.